# 2032
Năm 2032 (số La Mã: MMXXXII). Trong lịch Gregory, nó sẽ là năm thứ 2032 của Công nguyên hay của Anno Domini; năm thứ 32 của thiên niên kỷ 3 và của thế kỷ 21; và năm thứ ba của thập niên 2030.

## Sự kiện sắp diễn ra
- Thế vận hội Mùa hè 2032